# Ana Anisia
Ana (en búlgaro: Анна), posteriormente conocida con el nombre religioso Anisia (Анисия), fue la primera esposa del emperador (zar) Iván Asen II de Bulgaria (reino entre 1218 y 1241) y emperatriz consorte del Segundo Imperio búlgaro de 1218 a 1221. Ella fue exiliada a un monasterio a comienzos del reinado de Iván Asen, después de que éste hubiera arreglado su segundo matrimonio con Ana María de Hungría. De su matrimonio con Ana, Iván Asen tuvo dos hijas.
1. María Asenina Comnena, que se casó con Manuel de Tesalónica.[2]
2. Beloslava, que se casó con Esteban Vladislav I de Serbia.[1]